# Günter Lampe (Schauspieler)
Günter Lampe, auch Günther Lampe (* 7. August 1931 in Hannover; † 23. Januar 2006 in Frankfurt am Main) war ein deutscher Schauspieler und Theaterregisseur.

## Leben
Er besuchte 1948 bis 1949 die Schauspielschule Hannover, wo er Schauspielunterricht bei Hannes Messemer erhielt. Sein Debüt gab er 1949 als Knabe Wagenlenker in Faust II am Staatstheater Hannover.
1950 bis 1952 wirkte er am Theater Bielefeld, 1953 bis 1954 am Schauspielhaus Bochum, 1954 bis 1956 am Schleswig-Holsteinischen Landestheater Flensburg, wo er erstmals als Regisseur fungierte.
1956 bis 1957 war er Schauspieler und Regisseur am Theater von Freiburg im Breisgau, 1957 bis 1959 an den Städtischen Bühnen Münster, 1960 bis 1961 an den Städtischen Bühnen Augsburg und 1961 bis 1963 am Theater Essen. Danach konzentrierte Lampe sich wieder auf seine schauspielerische Tätigkeit. Von 1963 bis 1968 blieb er am Schauspielhaus Bochum, 1968 bis 1970 am Schauspielhaus Zürich und mit Unterbrechungen 1970 bis 1978 an der Schaubühne am Halleschen Ufer in Berlin. Von 1978 bis 1979 gehörte er dem Theater Bremen an, danach arbeitete er bis 1984 freiberuflich.
1980 bis 1982 war er besonders am Theater der Stadt Heidelberg tätig, von 1982 bis 1984 am Deutschen Schauspielhaus und am Thalia Theater in Hamburg. 1984 bis 1991 spielte er im Ensemble am Schauspiel Bonn, bis er 1991 festes Ensemblemitglied des Schauspiels Frankfurt wurde, dem er bis zu seinem Tod angehörte.  
Lampe übernahm in seiner Laufbahn zahlreiche Theaterrollen, darunter 1971 die des Strohheim in der Uraufführung von Peter Handkes Der Ritt über den Bodensee. Am Schauspiel Frankfurt spielte er besonders in Inszenierungen von Peter Eschberg, unter anderem 1993 in der Titelrolle von Heinar Kipphardts In der Sache J. Robert Oppenheimer. Beim Film und Fernsehen war der vielbeschäftigte Theaterschauspieler Lampe nur vereinzelt zu sehen.

## Filmografie
- 1969: Die Rückkehr
- 1970: Winterreise im Olympiastadion
- 1971: Die Mutter
- 1971: Peer Gynt (Mehrteiler)
- 1975: Unter dem Pflaster ist der Strand
- 1976: Sommergäste
- 1983: Heinrich Heine – Die zweite Vertreibung aus dem Paradies
- 1987: Miss Sara Sampson
- 1991: Transit
- 1994: Blutsbande (Serie Die Kommissarin)
- 1996: Der Schattenmann (Mehrteiler)

## Hörspiele
- 1969: Raymond Chandler: Ich werde warten – Bearbeitung und Regie: Hermann Naber (Kriminalhörspiel – SWF)